# Almaceda
Almaceda é uma povoação portuguesa sede da Freguesia de Almaceda do Município de Castelo Branco, freguesia com 72,19 km² de área e 511 habitantes (censo de 2021), tendo, por isso, uma densidade populacional de 7,1 hab./km².
Almaceda dista 35 km da sede do município.

## História
Até 1895 pertencia ao extinto concelho de S. Vicente da Beira. Passou para o atual concelho (atual município) por decreto de 07/09/1895.

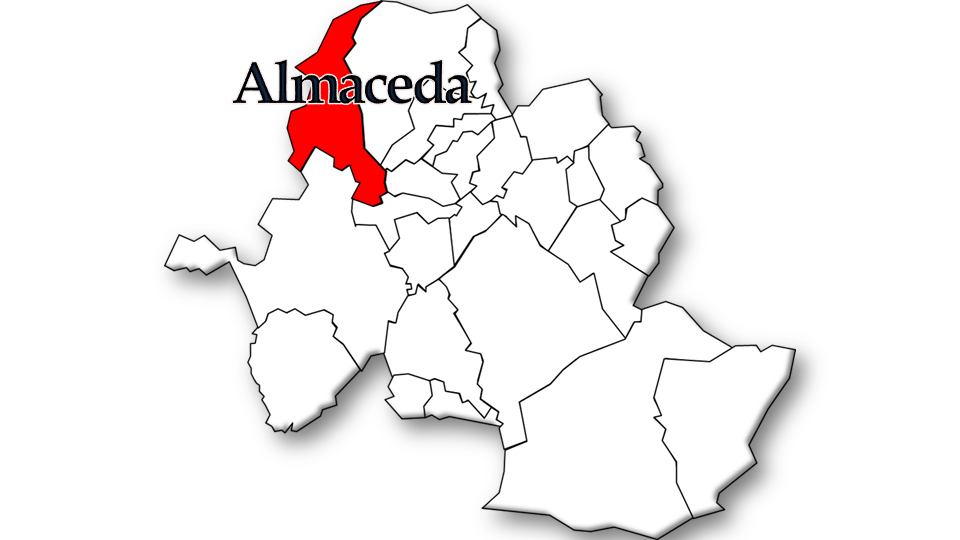
Localização no Município de Castelo Branco

## Demografia
A partir de 1860 a freguesia começou a registar um crescimento populacional notável e, durante o século seguinte os seus habitantes quase que duplicaram. Em meados deste século, o sentido foi inverso, facto que teve a ver com a emigração para o estrangeiro. Hoje, a tendência de perda populacional ainda não se conseguiu inverter.
A população registada nos censos foi:
| Ano  | 0-14 Anos | 15-24 Anos | 25-64 Anos | > 65 Anos |
| 2001 | 62        | 78         | 392        | 411       |
| 2011 | 22        | 42         | 264        | 349       |
| 2021 | 20        | 13         | 169        | 309       |

## Freguesia
Além da sede, a Freguesia de Almaceda é composta pelas seguintes povoações:
- Ingarnal
- Lameirinha
- Martim Branco
- Padrão
- Paiágua
- Ribeira de Eiras
- Rochas de Baixo
- Rochas de Cima
- Valbom

## História
Diversos achados arqueológicos comprovam que o povoamento desta freguesia se iniciou ainda antes dos romanos. Encontram-se com frequência provas de que esta região foi povoada desde os tempos mais remotos (urnas funerárias, cabanas, queijarias redondas, restos de um castro luso-romano, vestígios romanos, ara dedicada a Evara,…). Do período moçárabe ou mourisco (levadas ou canais, minas abandonadas e grande diversidade toponímica). As levadas ou canais para rega dos campos e minas abandonadas comprovam que a passagem dos mouros pela freguesia trouxe importantes benefícios para os seus habitantes. Com D. Sancho I, toda esta vasta região começou a ser povoada. O foral concedido a Sarzedas, em finais do século XII, beneficiou também esta freguesia. Até 1846 Almaceda iria pertencer, em termos administrativos a Sarzedas, passando até 1895 para o de São Vicente da Beira e, por extinção deste, para o de Castelo Branco.

## Património
- Igreja de S. Sebastião (matriz)
- Capela do Espírito Santo
- Capela de Rochas de Baixo
- Capela de Rochas de Cima
- Capela de Paiágua
- Cruzeiros
- Fornos comunitário
- Vestígios romanos
- Lugar do Cruzeiro

## Gastronomia
- Maranhos, enchidos e cabrito no forno.
- Tigeladas, filhós, fintas, borrachões, biscoitos de azeite

## Festas e Romarias
- Nossa Senhora da Saúde – segundo Domingo de Páscoa
- São Sebastião penúltimo fim-de-semana de Janeiro
- Santo António – Domingo de Páscoa
- Espírito Santo – Domingo de Pentecostes
- Senhora da Graça - Segunda-feira de Pentecostes